# Октавер
Октавер (англ. Octaver) — звуковой эффект или соответствующее устройство, добавляющее к сигналу его копию на октаву или две ниже или выше основного тона. Само обозначение «октавер» применяется преимущественно к обработке звука электрогитары. Аналогичный эффект в синтезаторах называется «sub-oscillator».
Октавер является частным случаем питч-шифтера.

## Характеристики
При использовании октавера создаётся впечатление, что вместо одного инструмента играют два, в разных октавах. В некоторых педалях эффектов, таких, как, например, Boss OC-2, имеется возможность добавлять два дополнительных тона одновременно — один на октаву ниже основного, другой на две октавы ниже основного. При этом каждый из них можно регулировать по громкости, смешивая в желаемой пропорции.
Большинство октаверов монофонические, т.е. не могут достраивать октавы к аккордам. Полифонические (цифровые) октаверы могут обрабатывать сигнал, содержащий несколько нот (например, Electro-Harmonix POG).

## Принцип работы
Аналоговые октаверы работают следующим образом. Сигнал на октаву выше исходного создаётся при помощи диодного моста или другого выпрямителя тока, инвертирующего одну полуволну сигнала. Сигнал на октаву ниже создаётся преобразованием в меандр соответствующей частоты (например, при помощи RS-триггера), после чего частоту меандра уже можно легко поделить в нужное число раз в цифровом виде. Звук на выходе при этом получается жужжащий и «электронный».

## Устройства
Повышающие октаву:
- Z.Vex Jonny Octave

Повышающие и понижающие октаву:
- Electro Harmonix POG (Polyphonic Octave Generator)
- Electro Harmonix HOG (Harmonic Octave Generator)
- T-REX Octavius (Tri-tone Generator)

Понижающие октаву:
- Boss OC-3 Super Octave
- Boss OC-2
- Electro-Harmonix Octave Multiplexer
- MXR M-103 Blue Box
- MXR M-288 Bass Octave Deluxe
- EBS OctaBass
- Aguilar Octamizer